# Ursprüngliches Gesicht
Ursprüngliches Gesicht ist ein Begriff im Zen-Buddhismus, der die Nondualität von Subjekt und Objekt unterstreicht.

## Herkunft
Der Begriff „ursprüngliches Gesicht“ stammt aus dem Huangbo chuanxin fayao (857) und der Huixin-Edition (967) des Liuzu tanjing (chinesisch 六祖壇經, Pinyin Liùzǔ tánjīng):

„Wenn du nicht an irgendetwas Gutes und irgendetwas Schlechtes denkst, in diesem Moment, was ist dein ursprüngliches Gesicht?“

Diese Frage erscheint auch im Abschnitt (Fall) 23 des Wumenguan (Mumon Eka):

„Eno, der sechste Patriarch, wurde von dem Mönch Emyo in Daiyurei aufgesucht. Der Patriarch, der Emyo kommen sah, legte Gewand und Schüssel auf einen Stein, und sagte zu ihm: „Dieses Gewand ist Zeichen des Glaubens. Muss man darum mit Gewalt kämpfen? Nimm diese nun.“ Emyo ging um Schüssel und Gewand zu nehmen, aber sie waren schwer wie Berge. er konnte sie nicht bewegen. Zögernd und zitternd, fragte Emyo den Patriarchen: „Ich komme um der Lehre willen, nicht um des Gewandes willen. Bitte erleuchte mich!“ Der Patriarch sagte: „Was ist der ursprüngliche Emyo (Was ist dein wahres selbst?), wenn du nicht denkst, dass dies gut ist und auch nicht denkst, dass dies böse ist?“ In diesem Moment wurde Emyo heftig erweckt. Sein ganzer Körper war schweißbedeckt. Emyo schrie auf, verneigte sich, und sagte: „Gibt es oder gibt es keine andere (tiefere) Bedeutung (im Zen), als deine geheimen Worte und Lehren von den letzten Augenblicken?“ Der Patriarch antwortete: „Was ich dir gesagt habe ist keinerlei Geheimnis. Sobald du einmal dein wahres Selbst erkannt hast, gehört die Tiefe (des Zen) dir.“ Emyo sagte, „Als ich bei Obai mit den anderen Mönchen war, erkannte ich nie, was mein wahres Selbst war. Jetzt hast du die Wolken meiner Unwissenheit zerstreut, so dass ich erkenne, gerade so, wie ein Mann der fähig ist, warm und kalt zu unterscheiden, indem er Wasser testet. Von jetzt an bist du mein Lehrer!“ Der Patriarch sagte: „Wir beide haben Obai als Lehrer. Achte auf dich selbst!“
Mumons Kommentar:
Wir müssen sagen, dass der sechste Patriarch einen Notfall betreute. Diese Offenbarung gleicht jedoch der Tat einer überbehütenden Großmutter, die eine frische Litschi schälte, den Stein entfernte und sie ihrem Enkel in den Mund steckte, damit es sie direkt schlucken konnte.
Du beschreibst es umsonst, du verbildlichst es ohne Erfolg,

Du Lobst es ohne Nutzen, hörst auf überhaupt zu sorgen.

Es ist dein wahres Selbst, es kann sich nicht mehr verstecken,

Auch wenn das Weltall ausgelöscht ist, wird es nicht zerstört.“

Dieser Kōan wird in der Frage aufgenommen:

„Wie sah dein Gesicht aus, bevor deine Eltern geboren waren?“

## Interpretationen
Das "original face" weist auf die „Nondualität von Subjekt und Objekt“":

„Die Phrase „Vater und Mutter“ verweist auf Dualität. Das ist für Menschen, die in der Chinesischen Tradition gebildet sind, wo so viele philosophische Gedanken in bildhafter Weise durch Gegensatzpaare ausgedrückt werden. Die Phrase „dein ursprüngliches Gesicht“ verweist auf die ursprüngliche Nicht-Dualität.“

Vergleichbare Meditationsphrasen sind: „Sieh die Blume an und die Blume sieht auch“; „Gast und Gastgeber tauschen“.
Dabei geht es nicht um „Reines Bewußtsein“, wie es oft in westlichem Denken verstanden wird und welches durch „Reinigen der Türen der Wahrnehmung“ erreicht wird:

„Wenn die Tore der Wahrnehmung gereinigt wären, würde dem Menschen alles so erscheinen, wie es ist, unbegrenzt. Denn der Mensch schließt sich selbst ein, bis er alle Dinge durch schmale Schlitze in seiner Höhle sieht. - William Blake“

„Reines Bewußtsein ohne Ideen, wenn es solch eine Sache geben könnte, wäre eine dröhnende, surrende Verwirrung, ein fühlendes Feld von Blitzen, unidentifizierbaren Klängen, unklaren Formen, Farbflecken ohne Bedeutung. Das ist nicht das Bewußtsein eines erleuchteten Zen-Meisters.“

### Kommentare
Einige Kommentierungen von Zen-Meistern:

„'Feg Gedanken beseite!' bedeutet, dass man Zazen praktizieren soll. Sobald einmal die Gedanken beruhigt sind, erscheint das Ursprüngliche Gesicht. Gedanken können mit Wolken verglichen werden. Wenn Wolken verschwinden, erscheint der Mond. Der Mond des Soseins ist das Ursprüngliche Gesicht. Gedanken sind auch so etwas wie Nebel auf einem Spiegel. Wenn man alles Kondensat abwischt, spiegelt ein Spiegel deutlich wider. Bringe deine Gedanken zur Ruhe und sieh dein Ursprüngliches Gesicht, von vor deiner Geburt! - Daito“

„Beende Praktiken, basierend
 auf intellektuellem Verstehen,
 die Worte benutzen und
 dem Sprechen folgen.
 Lerne den rückwärtigen
 Schritt der wendet
 dein Licht nach innen
 um zu erleuchten.
 Körper und Geist werden von selbst
 abfallen
 und dein Ursprüngliches Gesicht würde sich manifestieren. - Dōgen“

„Du kannst es nicht beschreiben oder es zeichnen,
Du kannst es nicht genug preisen um es zu erkennen.
Kein Ort kann gefunden werden, in den
Das Ursprüngliche Gesicht gestellt werden kann;
Es wird nicht verschwinden selbst
Wenn das Universum zerstört ist. - Mumon“

## Künstlerische Umsetzung

### Philip Whalen
Der Amerikanische Dichter Philip Whalen verfasste die Metaphysical Insomnia Jazz Mumonkan xxix, welches sich auf den Koan bezieht, und Keith Kumasen Abbott (Naropa University, buddhist., Colorado) hat das Gedicht kommentiert.
| Course I could go to sleep right here With all the lights on & the radio going (April is behind the refrigerator) Far from the wicked city Far from the virtuous town I met my fragile Kitty In her greeny silken gown fairly near the summit of Nanga Parbat & back again, the wind flapping the prayer-flags "IT IS THE WIND MOVING." "IT IS THE FLAG MOVING." Hypnotized by the windshield swipes, Mr. Harold Wood: "Back & forth; back & forth." We walked beside the moony lake Eating dried apricots Lemons bananas & bright wedding cake & benefits forgot "IT IS THE MIND MOVING." & now I'm in my bed alone Wide awake as any stone. | Übertragung: Natürlich könnte ich gerade hier schlafen Mit allen Lichtern an & dem Radio laufend (April ist hinter dem Kühlschrank) Weit weg von der verdorbenen Stadt Weit weg von der tugendhaften Stadt Ich traf mein zerbrechliches Kätzchen In ihrem grünseidenen Kleid fast am Gipfel des Nanga Parbat & wieder zurück, der Wind wedelte die Gebetsfahnen "ES IST DER WIND BEWEGEND." "ES IST DIE FAHNE BEWEGEND." Hypnotisiert durch die Scheibenwischer, Mr. Harold Wood: "Hin & zurück; hin & zurück." Wir spazierten am Ufer des mondbeschienen Sees Aßen getrocknete Aprikosen Zitronen Bananen & strahlenden Hochzeitskuchen & vergessene Vorteile "ES IST DER VERSTAND BEWEGEND." & jetzt bin ich in meinem Bett allein Hellwach wie irgend ein Stein. |

### Stuart Davis
Der amerikanische Buddhist und Musiker Stuart Davis hat den Song "Original Face" aufgenommen. Dort lautet der Chorus:
| There's a light bulb in everyone Bright enough to swallow the sun, Every mask will be erased, There is just the original face. | Übertragung: Da gibt es eine Glühlampe in jedem Hell genug um die Sonne zu verschlingen, Jede Maske wird ausgelöscht, Dort gibt es nur noch das Ursprüngliche Gesicht. |